# 杨锦宗
杨锦宗（1932年8月25日—2008年12月29日是一位中国化学家。大连理工大学教授，博士生导师。著名精细化工专家，中国工程院院士。长期从事染料、表面活性剂、精细化工方面的教学和研究。曾任染料、表面活性剂、精细化工合成国家重点实验室第一任实验室主任（现精细化工国家重点实验室）。

## 生平
1932年出生于福建省莆田。2001年当选中国工程院化工、冶金与材料工程学部院士。